# Nabro
Le Nabro, aussi appelé Nabbeo, est un volcan d'Érythrée situé non loin de la frontière avec l'Éthiopie. Il se présente sous la forme d'un stratovolcan couronné par une caldeira en fer à cheval de dix kilomètres de diamètre contenant d'autres caldeiras et cratères volcaniques.

## Géographie
Le Nabro est situé dans le Sud de l'Érythrée, au centre du bloc Danakil, à proximité de la frontière avec l'Éthiopie située au sud-ouest, dans le Nord de la vallée du Grand Rift. Il est entouré par les volcans Mallahle et Dubbi au sud-ouest et par les villes de Beylul et Assab à l'est et d'Idi au nord.
Culminant à 2 218 mètres d'altitude ce qui fait de lui le point culminant de la Dancalie, ce stratovolcan est couronné par deux caldeiras emboîtées, la plus grande mesurant dix kilomètres de diamètre contre cinq pour la plus petite. Largement ouverte en direction du sud-ouest, la plus grande de ces deux caldeiras possède en son centre des dômes de lave rhyolitiques à obsidienne et des coulées de lave basaltiques qui se retrouvent aussi sur ses flancs. Des laves trachytiques et des dépôts pyroclastiques ont construit les parties les plus anciennes du volcan.

## Histoire

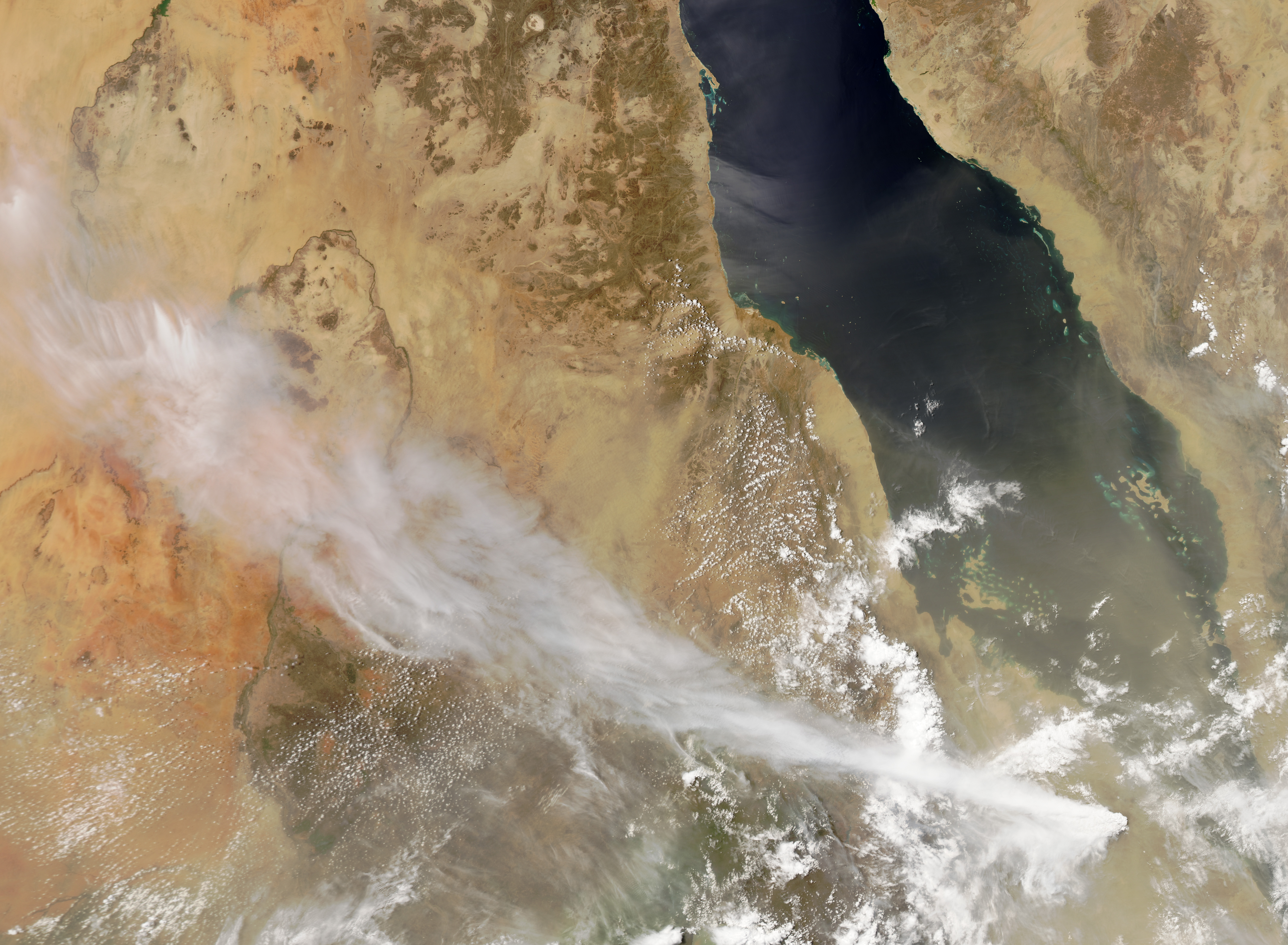
Image satellite du panache volcanique émis par le Nabro le 13 juin 2011 au-dessus de l'Érythrée, du nord de l'Éthiopie et du Soudan.

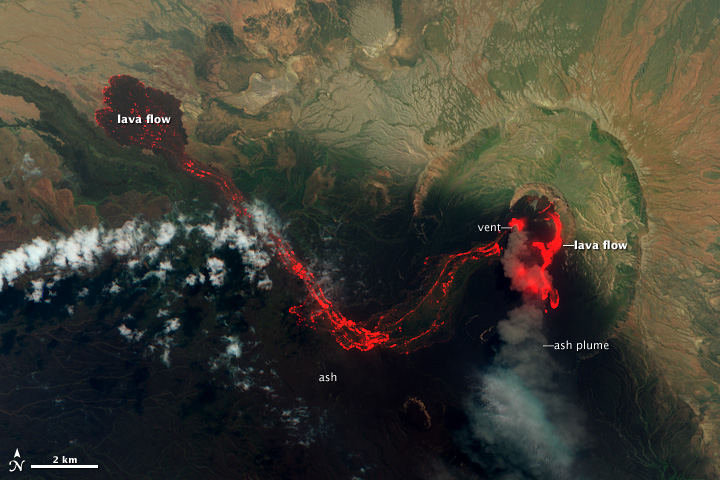
Image satellite du Nabro en éruption avec des coulées de lave le 1er juillet 2011.

La date de formation du Nabro est inconnue. Les premiers matériaux ayant édifié le volcan étaient des laves trachytiques et des dépôts pyroclastiques. Une fois la caldeira formée au sommet du volcan, de nouvelles éruptions ont formé des dômes de lave rhyolitique à obsidienne et des coulées de lave basaltiques.
Le 13 juin 2011, une série de séismes se déclenche dans le secteur du Nabro dont onze compris entre 4,3 et 5 de magnitude et deux de 5,7. L'éruption se déclenche à 23 h 3. Dans les premières heures, les scientifiques pensent qu'il s'agit du Dubbi, un volcan voisin qui a connu sa dernière éruption en 1861. Ils se ravisent après observation des images satellites en déclarant qu'il s'agit du Nabro, ce qui constitue sa première éruption des temps historiques. Il projette un panache volcanique jusqu'à 13,5 kilomètres d'altitude qui, porté par les vents, se dirige vers l'ouest en traversant le nord de l'Éthiopie, où il occasionne des pluies de cendres, et en direction du Soudan sur plus de mille kilomètres, entraînant des perturbations locales dans le trafic aérien.